# 華麗甕鰩
華麗甕鰩（學名：Okamejei ornata），為軟骨魚綱鰩目鰩科鯆魮屬的一種，分布於西北印度洋索科特拉群島、葉門南部及非洲之角海域，深度可達390公尺，本魚體盤菱形，眶前吻長為體長的13-15%，第一鰓裂間距離為體長的15-16%，眼眶較大，水平直徑為眶距的1.1-1.4倍，背部大部分光滑，但吻端有刺，隨著生長，真皮小齒也長在盤的前緣和胸肌後內側，以及吻部和盤的前緣的腹部，腹吻端微黑色，背部底色為赭石色，前吻暗色，其體盤和腹鰭上的背部圖案由各種深褐色斑點組成，排列成玫瑰花型，腹孔少，細小，呈黑色，體長可達41.8公分，棲息在大陸坡海域，為底棲性魚類，肉食性，卵生，生活習性不明。